# Sierra del Escudo
La sierra del Escudo es una elevación montañosa de la zona Sur de Cantabria, cuya máxima altura está en el Mediajo Frío. La sierra se sitúa entre el puerto de El Escudo, entre Luena y Burgos, y Pando, en Molledo. En parte se halla protegida bajo la figura de Lugar de Interés Comunitario con el nombre de LIC 12-Sierra del Escudo, que incluye aproximadamente el tercio occidental del valle de Luena.

## Descripción
La sierra del Escudo, que forma parte de la cordillera Cantábrica, separa Luena de Campoo de Yuso, situado al suroeste de la primera. Forma parte de la divisoria de aguas de la cordillera, separando la cuenca del Ebro, al Sur, de la del Cantábrico (cuencas del Pas y del Saja-Besaya), al norte. El Mediajo Frío, de 1328 m, es la cota máxima de esta sierra que, al contrario de otras sierras de la cordillera, está formada por perfiles suaves. La sierra está formada por areniscas, y su cubierta vegetal la componen básicamente brezales y pastizales para el aprovechamiento ganadero. El clima húmedo y frío, junto a la presencia de zonas endorreicas (consecuencia de antiguos procesos glaciares) han dado lugar a abundantes turberas.Dichos humedales de gran valor al ser vestigios de la última glaciación albergan las turberas de cobertor más meridionales de Europa que se extienden hacia los lados desde su cumbre. Estos frágiles ecosistemas mantienen poblaciones de rarisimas plantas amenazadas como el luronio, la pilularia, el calitriche de montaña, sauce repens y el eriophorun vaginatun.                En esta sierra persistieron los cabras monteses hasta finales del siglo diecinueve (Madoz) y los osos hasta la década de los 70 del siglo veinte.
En cuanto a sus principales alturas, éstas serían, desde el puerto de El Escudo hasta el municipio de Molledo (dirección sureste-noroeste aproximadamente), Peñas Gordas (1211 m), Mediajo Frío (1328 m), Cotero de los Vallados (1255 m), Pico Ureño (1142 m), Peña Arceral (896 m) y el Cueto de Pando (538 m).                      Toda la sierra ésta sufriendo un proceso de industrialización eólica masiva fragmentado ecosistemas valiosos y degradando toda la naturalidad de las comarcas circundantes. Dichas obras comprometen la continuidad de espacios naturales protegidos como la ZEC Sierra del Escudo y embalse del Ebro y el monte Canales.